# Aït Yahia Moussa
Aït Yahia Moussa è un comune dell'Algeria, situato nella provincia di Tizi Ouzou.